# Prochodna
Prochodna ( bulharsky Проходна, doslova Průchozí ), lidově nazývaná Boží oči, je jeskyně v severním Bulharsku v pohoří Stará planina.

## Popis
Jeskyně Prochodna se nachází nedaleko od cesty vedoucí z vesnice Karlukovo do města Lukovit v rozsáhlém krasovém území přibližně 2 km od vesnice Karlukovo. Nachází se v nadmořské výšce 250 m n. m.. Jeskyně má dva vstupy a svou délkou 365 metrů je nejdelším jeskynním tunelem v Bulharsku. Vlivem eroze vznikly ve stropě jeskyně dvě téměř stejně velké díry připomínající oči. Z tohoto důvodu je jeskyně v Bulharsku známá i pod názvem Očite na Boga (bulharsky Очите на Бога, doslova Boží oči). Jeskyně byla zformována v období pozdní křídy před 66 – 68 miliony let a je převážně vápencového původu.

## Ochrana
Jeskyně je chráněna jako přírodní památka s výměrou 1,5 hektaru od roku 1962 pod oficiálním názvem Karlukovský krasový komplex - jeskyně Prochodna ( bulharsky Карлуковски карстов комплекс – Пещера проходна ). Předmětem ochrany je jeskyně samotná.

## Galerie

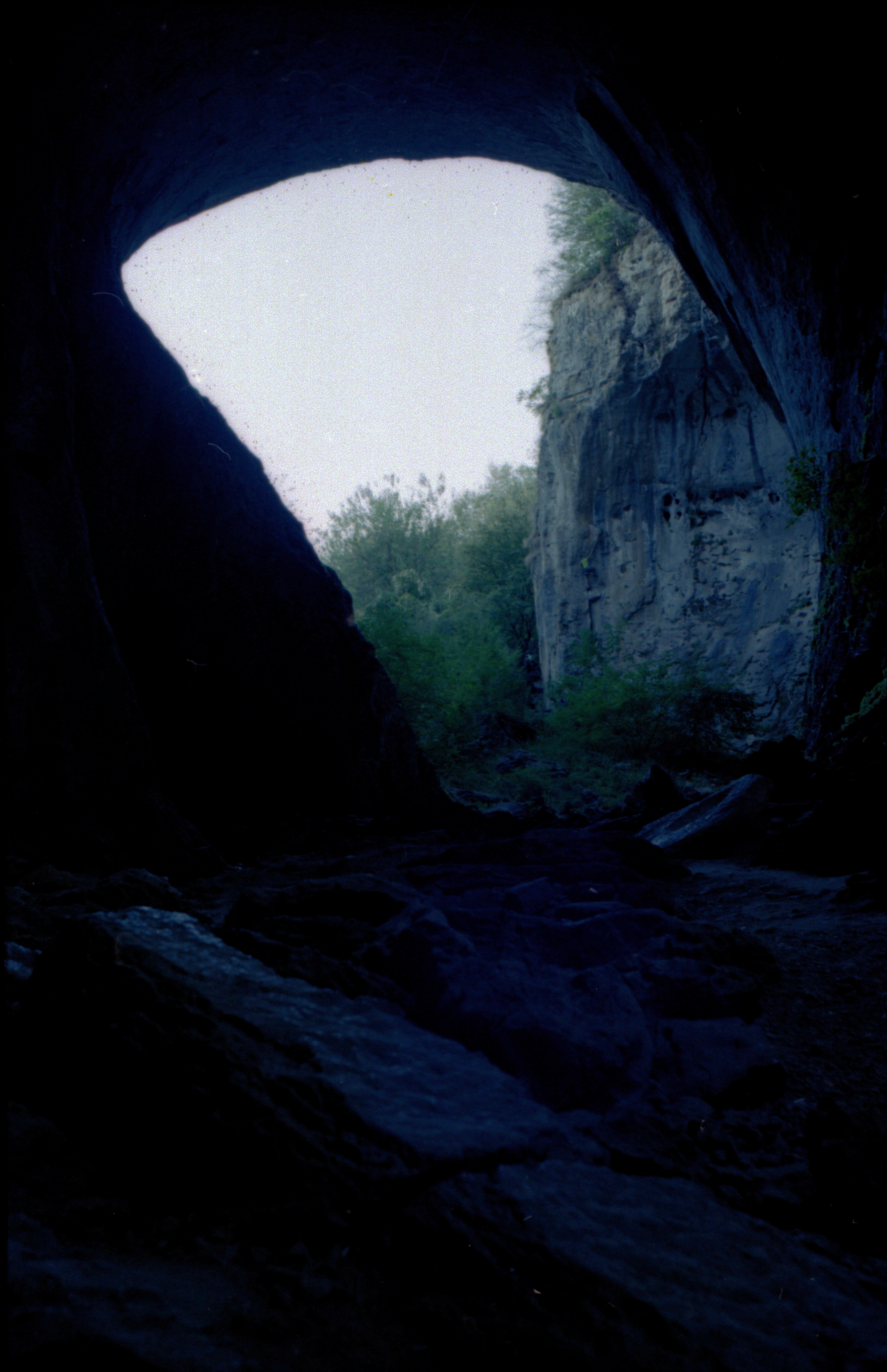
Jeden ze vstupů do jeskyně Prochodna
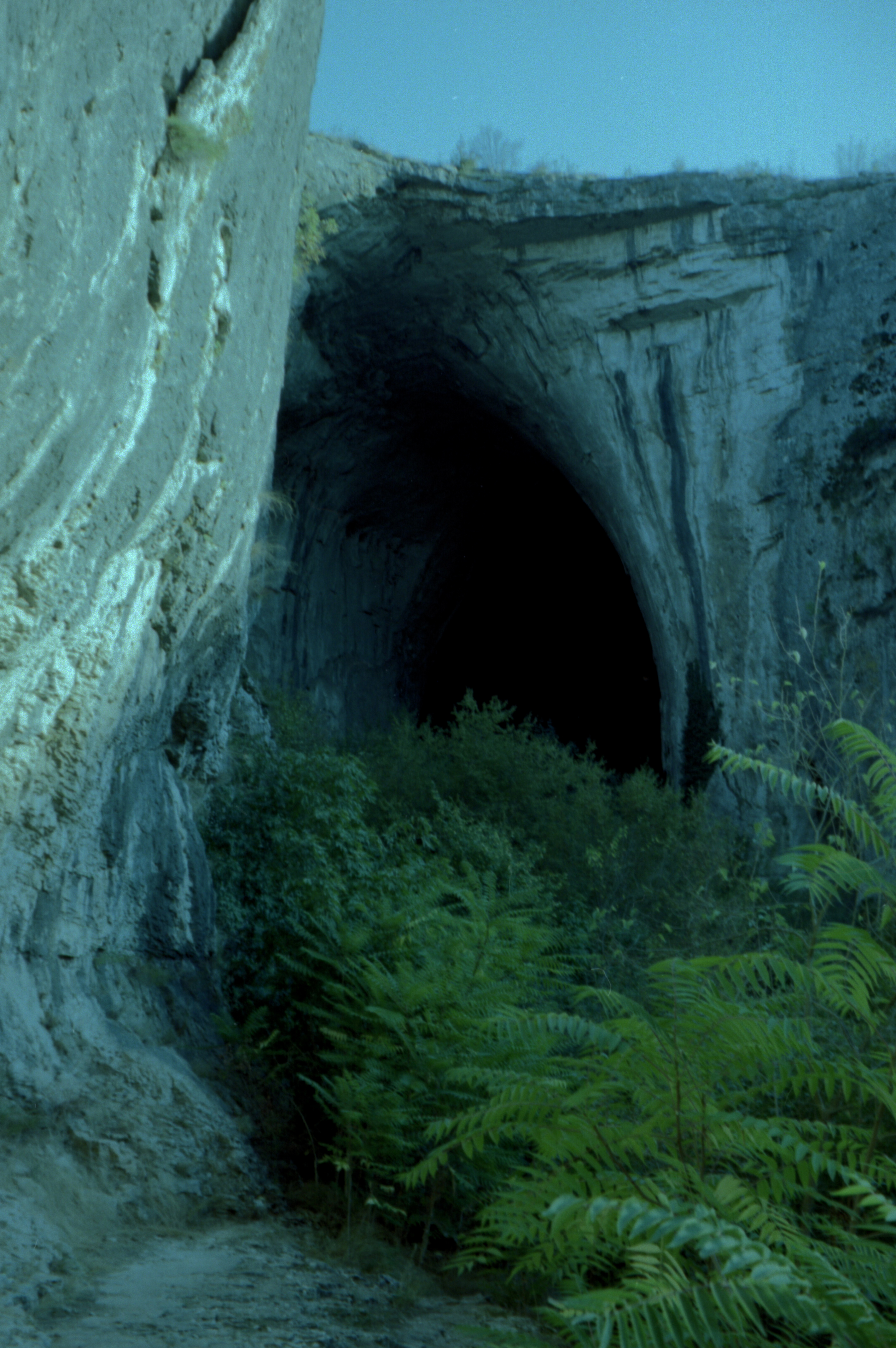
Jeden ze vstupů do jeskyně Prochodna
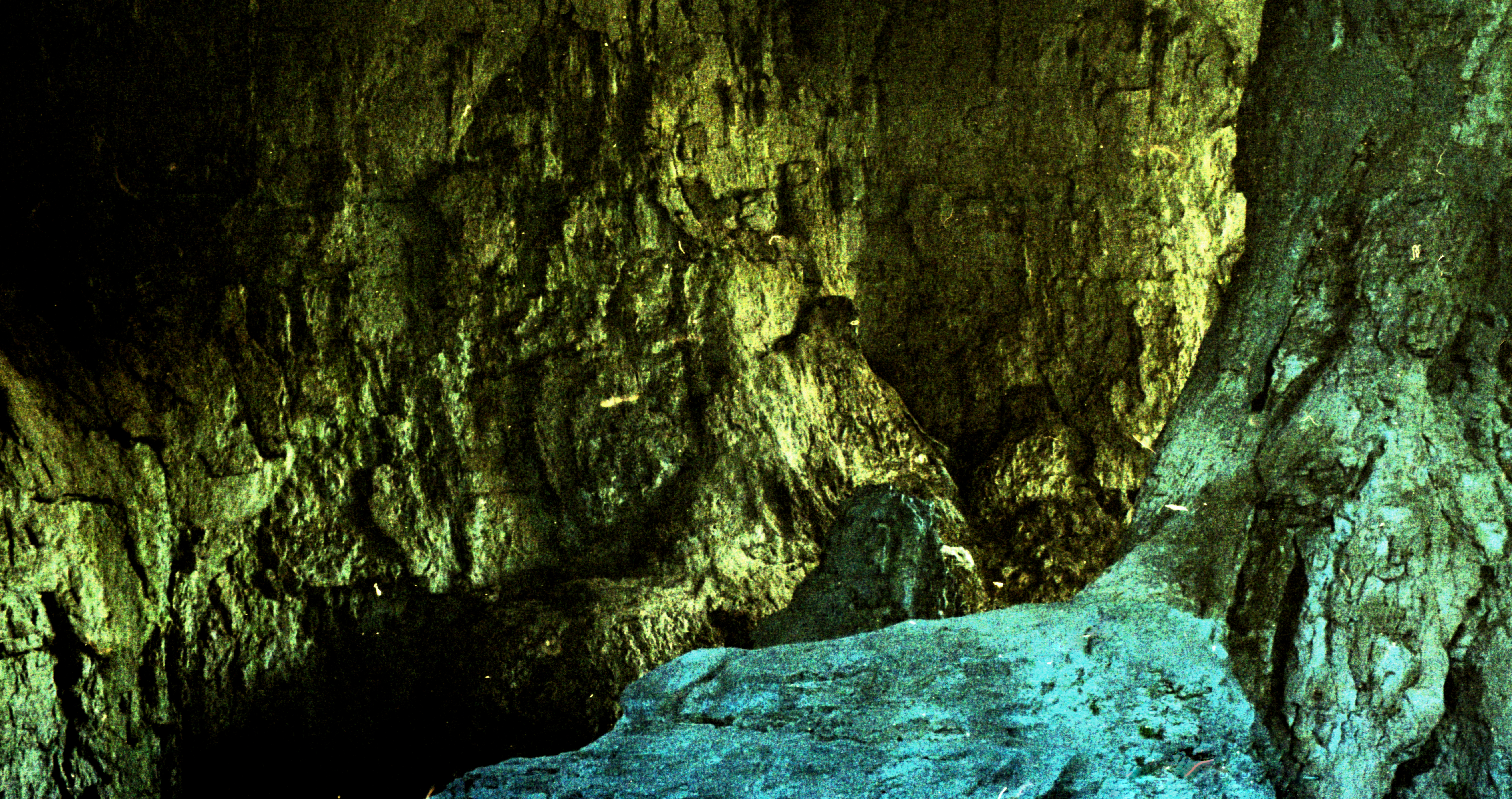
Jeskyně Prochodna
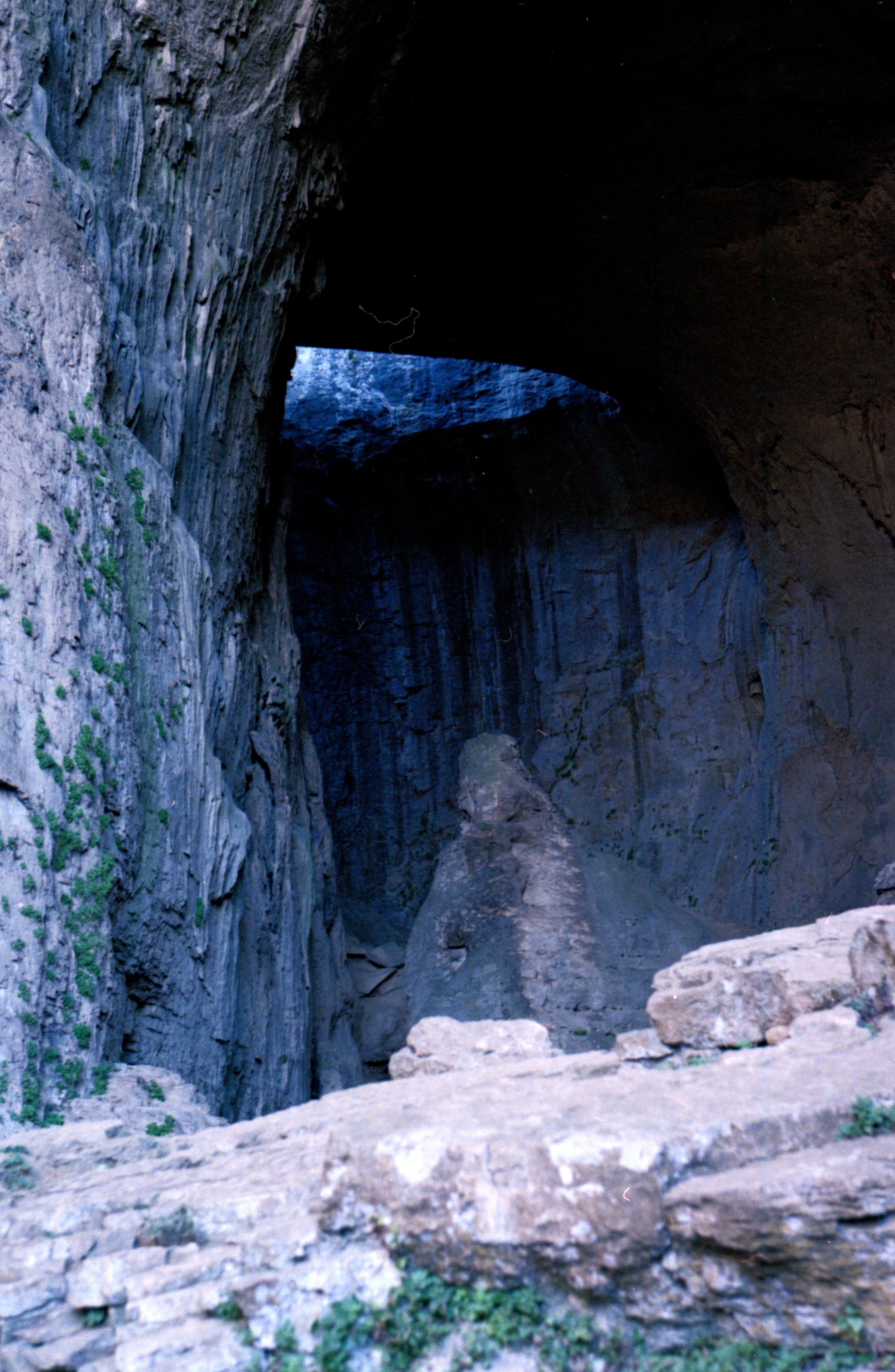
Jeskyně Prochodna
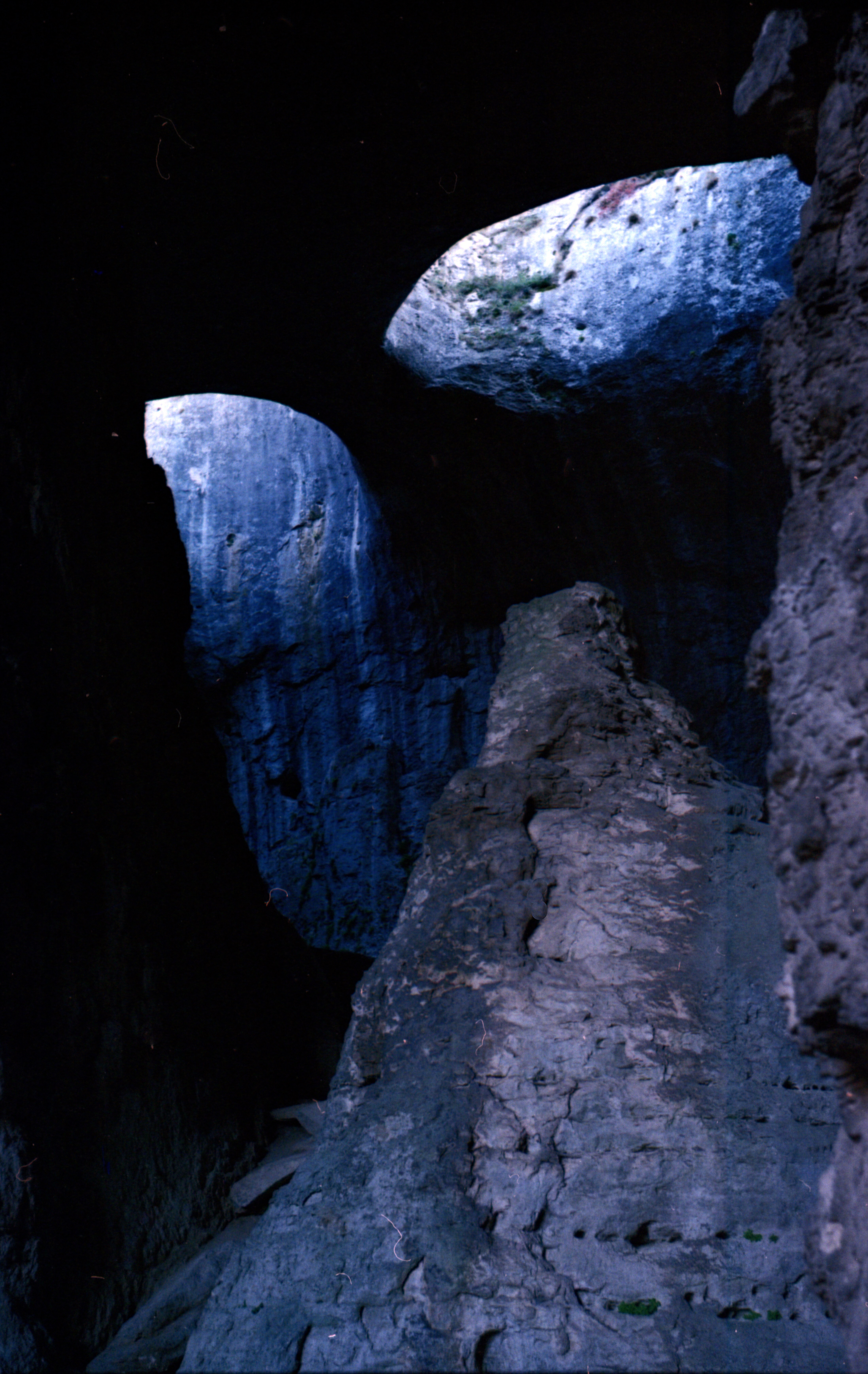
Jeskyně Prochodna - skalní výtvor Boží oči
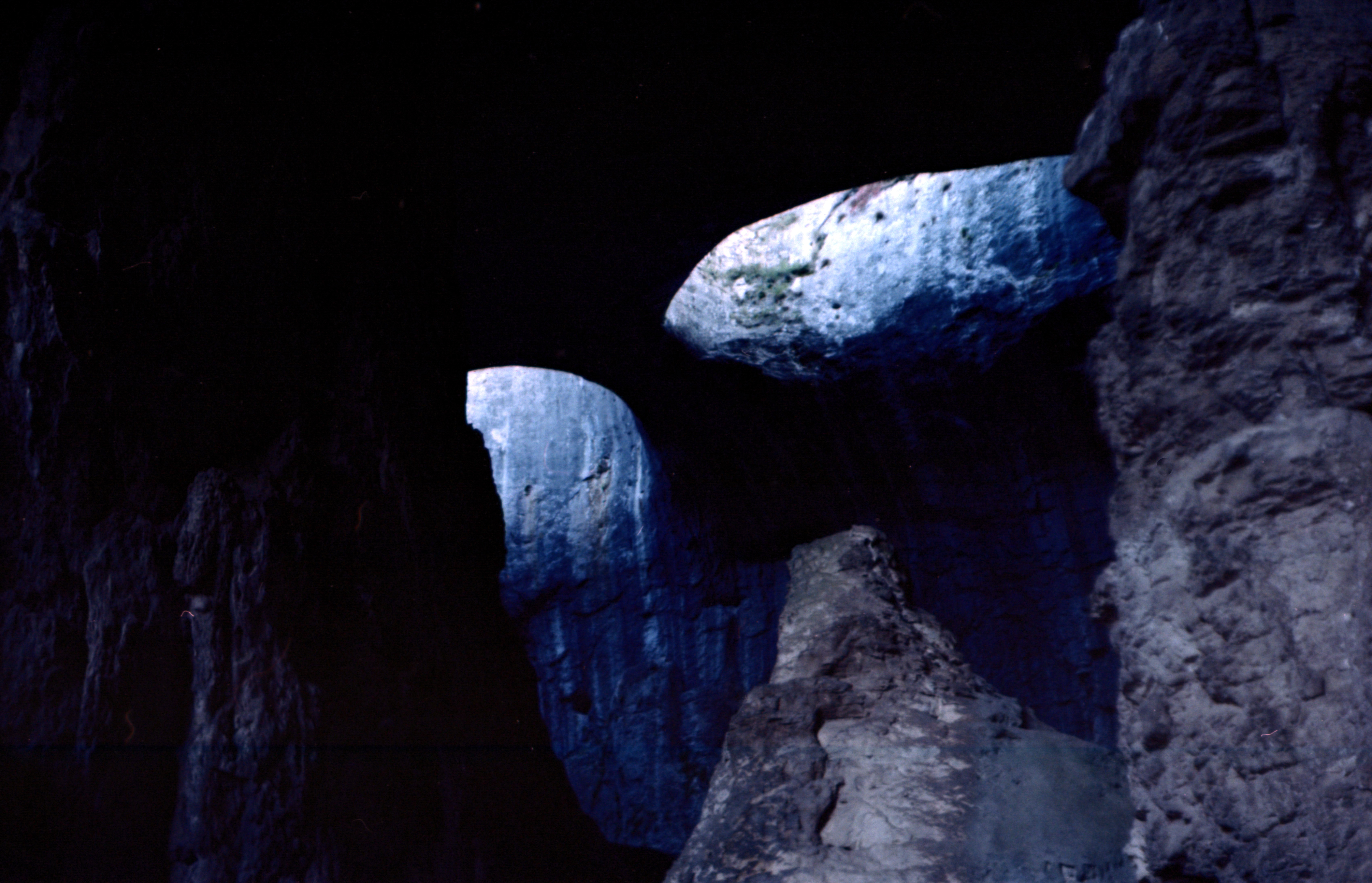
Jeskyně Prochodna - skalní výtvor Boží oči